# Курт Ердманн
Курт Ердманн (нім. Kurt Erdmann; 23 вересня 1888, Інстербург — 10 листопада 1966, Мюнстер) — німецький офіцер, генерал-майор вермахту. Кавалер Лицарського хреста Хреста Воєнних заслуг з мечами.

## Біографія
4 березня 1907 року вступив в 2-й Померанський піший артилерійський полк №15. В жовтні 1912 року переведений в Лауенбурзький піший артилерійський полк №20. Після початку Першої світової війни призначений ад'ютантом резервного пішого артилерійського полку №20. З жовтня 1940 року — артилерійський офіцер на плацу (командир артилерії) захопленої французької фортеці Лілль. З листопада 1914 року — командир фортечної батареї трофейних 120-міліметрових гармат. З лютого 1915 року — ад'ютант пішої артилерії фортеці Лілль. З серпня 1915 року — командир батареї 9-го Шлезвіг-Гольштейнського пішого артилерійського полку. Учасник Верденської битви. В березні 1917 року призначений в штаб 217-ї піхотної дивізії, в червні 1917 року — в Генштаб 21-го армійського корпусу. В жовтні-листопаді 1917 року — командир роти і батальйону та офіцер штабу 8-го Рейнського піхотного полку №70. В січні 1918 року направлений на в Седан курси офіцера Генштабу. В лютому 1918 року отримав право носіння форми Генштабу і призначений в Генштаб 21-го армійського корпусу.
12 січня 1919 року призначений в штаб губернаторства Грауденц, 1 вересня 1919 року — в піший артилерійський полк №20. З вересня 1919 року — начальник охоронних підрозділів Великого Гамбурга. 31 січня 1920 року звільнений у відставку і наступного дня вступив у поліцію Гамбурга. 4 липня 1920 року перейшов у воєнізовану організацію Ешеріха. Після заборони організації працював у приватному секторі. Спочатку працював стажером, потім — торговим представником фірми Klinke & Niemöller в Гамбурзі. З червня 1922 року — завідувач відділу фірми Essener Kohlenkontor в Ессені.
1 травня 1927 року вступив в рейхсвер і призначений економічним офіцером при командуванні 6-го військового округу. З 1 жовтня 1933 року — офіцер земельної оборони, з 5 березня 1935 року — служби комплектування. З квітня 1935 року — районний економічний офіцер економічної інспекції Мюнстера. З 26 квітня 1935 року — економічний інспектор. В листопаді 1936 року очолив все управління. 1 квітня 1937 року зарахований на дійсну службу. З листопада 1939 року і до кінця Другої свтіової війни — інспектор озброєнь 6-го військового округу. Одночасно з серпня 1943 року — начальник Рурського штабу. В обов'язки Ердманна входило, серед іншого, швидке введення в експлуатації пошкоджених внаслідок бомбардувань промислових підприємств. Він володів широкими повноваженнями: міг наказати побудувати новий завод на місці чи розібрати його. 15 квітня 1945 року взятий в полон. 31 березня 1947 року звільнений.

## Звання
- Фанен-юнкер (4 березня 1907)
- Фанен-юнкер-унтерофіцер (4 липня 1907)
- Фенріх (18 листопада 1907)
- Лейтенант (18 серпня 1908)
- Оберлейтенант (28 листопада 1914)
- Гауптман (18 квітня 1916)
- Гауптман поліції (1 лютого 1920)
- Гауптман у відставці (1 жовтня 1933)
- Майор у відставці (14 травня 1935)
- Майор служби комплектування (5 березня 1935; офіційно з 1 липня 1933)
- Оберстлейтенант запасу (1 квітня 1936)
- Оберстлейтенант (1 квітня 1937)
- Оберст (1 січня 1940)
- Генерал-майор (1 січня 1943)

## Нагороди
- Залізний хрест 2-го і 1-го класу
- Орден «За військові заслуги» (Баварія) 4-го класу з мечами
- Військовий хрест Фрідріха-Августа (Ольденбург) 2-го і 1-го класу
- Почесний хрест ветерана війни з мечами
- Медаль «За вислугу років у Вермахті» 4-го, 3-го, 2-го і 1-го класу (25 років)
- Хрест Воєнних заслуг 2-го і 1-го класу з мечами
- Німецький хрест в сріблі
- Лицарський хрест Хреста Воєнних заслуг з мечами (24 червня 1944)